# Björnen Paddington
Björnen Paddington är en fiktiv björn, som förekommer i flera barnböcker – både kapitelböcker och bilderböcker – av Michael Bond (1926–2017). Första boken, Kalla mig Paddington, utkom 1958. Böckerna är illustrerade av Peggy Fortnum och översatta till svenska av Ingegerd Leczinsky.
Paddington, som är en glasögonbjörn, har blå rock och röd hatt. Under hatten har han alltid smörgåsar med marmelad.
Paddington fick sitt namn efter Paddington Station i London, där den engelska familjen Brown, som han bor hos, hittade honom i den första boken. Han kommer ursprungligen från "mörkaste Peru". Där har han bott hos tant Lucy men hon flyttade in på ett pensionat för gamla björnar, så därför kom Paddington till London.
Berättelsen om björnen gjordes som barnprogram 1976. Serien visades även i svensk TV med Frej Lindqvist som berättarröst.
År 2014 hade långfilmen Paddington världspremiär. 2017 kom uppföljaren Paddington 2.